# 2014년 동계 올림픽 마케도니아 공화국 선수단
마케도니아 공화국은 2014년 2월 7일부터 2월 23일까지 러시아 소치에서 열린 제22회 동계 올림픽에 참가했다.

## 종목별 참가 선수 및 메달 집계
| 종목              | 참가 선수 | 1 | 2 | 3 | 합계 |
| 알파인 스키       | 1         | 0 | 0 | 0 | 0    |
| 크로스컨트리 스키 | 2         | 0 | 0 | 0 | 0    |
| 합계              | 3         | 0 | 0 | 0 | 46   |

## 종목별 성적

### 알파인 스키
| 선수              | 세부 종목   | 1차 시기 | 1차 시기 | 2차 시기 | 2차 시기 | 합계    | 합계      |
| 선수              | 세부 종목   | 기록     | 순위     | 기록     | 순위     | 기록    | 최종 순위 |
| Antonio Ristevski | 남자 대회전 | DNF      | DNF      | DNF      | DNF      | DNF     | DNF       |
| Antonio Ristevski | 남자 회전   | 55.38    | 56       | 1:03.06  | 28       | 1:58.44 | 29        |

### 크로스컨트리 스키
거리 종목
| 선수 | 세부 종목 | 결선 | 결선 | 결선 |
| 선수 | 세부 종목 | 시간 | 감점 | 순위 |

스프린트
| 선수 | 세부 종목 | 예선 | 예선 | 준준결선 | 준준결선 | 준결선 | 준결선 | 결선 | 결선      |
| 선수 | 세부 종목 | 기록 | 순위 | 기록     | 순위     | 기록   | 순위   | 기록 | 최종 순위 |